# Эстрейхер, Станислав
Станислав Эстрейхер (пол. Stanisław Estreicher; 26 ноября 1869, Краков, Польша — 28 декабря 1939, концлагерь Заксенхаузен) — польский библиограф, историк права и публицист.

## Биография
Родился 26 ноября 1869 года в Кракове в семье библиотековеда Кароля Эстрейхера. Работал в области польской библиографии и помогал своему отцу на протяжении двадцати лет в этом направлении. В 1939 году попал в плен к гитлеровским нацистским преступникам и отправлен в концлагерь Заксенхаузен.
Погиб 28 декабря 1939 года в концлагере Заксенхаузен.

### Личная жизнь
Станислав Эстрейхер был женат, сын — Кароль Эстрейхер (1906—84) пошёл по стопам своего отца и деда.

## Научные работы
Основные научные работы посвящены польской библиографии. Автор нескольких научных работ.